# Ercole Rinaldo d'Este
Ercole Rinaldo d'Este (24 maggio 1769 – Modena, 16 febbraio 1795), figlio di Ercole III d'Este e Chiara Marini, fu marchese di Scandiano dal 1787 fino alla sua morte.

## Biografia
Nacque nel 1770; figlio illegittimo di Ercole III d'Este, duca di Modena e Reggio e dalla amante di questi, la cantante lirica, Chiara Marini.
Nel 1787 gli venne concesso il titolo di marchese di Scandiano.
Fu generale maggiore della milizia estense.
Il marchese di Scandiano, Ercole Rinaldo d'Este, verrà ricordato dal Gorani:
"Il duca lo riconosce come figlio ma non l'ha ancora legittimato. Malgrado questa mancanza di formalità il giovane marchese gode di tutti gli onori attribuibili al figlio di un sovrano. I Ministri gli fanno visita d'onore. Nessuno straniero si esime da questo dovere; e il duca, che ama questo suo figlio, osserva con piacere i riguardi che gli riservano. Il Marchese di Scandiano assomiglia molto a suo padre. Ha la sua voce, il suo portamento, i suoi gesti; gli mancano solo le sue qualità morali. La sorte è triste per questo giovanotto: mentre da un lato il duca sacrifica parte della sua reputazione, da un altro l'amore verso la sua famiglia gli impedisce di provvedere alla sua educazione [...] L'ozio nel quale è stato costretto, l'incondizionata libertà della quale ha potuto usufruire nell'età in cui gli studi avrebbero dovuto riempire le sue giornate, l'hanno condotto a farsi delle amicizie quanto meno inutili. Ha finito per essere nulla per se stesso e per gli altri; e sarà sempre considerato come il bastardo di un monarca che non ha saputo sopperire ai suoi difetti di nascita né con qualità né con meriti. So che il duca nulla ha trascurato per procurare a suo figlio un appannaggio che rispondesse all'amore che gli porta; ma ad oggi gli passa assai poco per il suo sostentamento. Spesso si incontra il marchese passeggiare su e giù per le strade di Modena, imbrancato con giovani la cui compagnia gli dovrebbe essere vietata".
Morì nel 1795, cadendo da una scalinata, in circostanze mai del tutto chiarite.
Venne celebrato solenne funerale, nella Chiesa parrocchiale di Scandiano, con orazione funebre del professore Sante Fattori. Nel luogo di sepoltura fu apposto il blasone del marchese (uno scudo ovale recante l'aquila estense a volo abbassato, accollato da una panoplia) e venne scolpita la seguente epigrafe di padre Pompilio Pozzetti:
```
                 HIC SITVS EST
          HERCVLES RAYNALDVS ATESTINVS
               SCANDIANI DYNASTES
      ATQVE ATESTINAE LEGIONIS PRAEFECTVS
        DOMINO IV HERCVLI III PIO FELICI
     OB EXIMIAS INGENII ANIMIQVE OPTIMI DOTES
                  APRIME CARVS
               CONTRA OMNIVM VOTA
      IMMATVRO HEV NIMIS FVNERE SVBREPTVS
      MVTINAE XIII KAL. MARTIAS AN. MDCCVC
                SCANDIANENSES
             IVSTITIAE HYMANITATIS
             AC BENEFICENTIAE SVAE
           AETERNO DESIDERIO RELICTO
     VIXIT ANNOS XXV MENSES VIII DIES XXIII
```

“Ne ereditò non l'autorità ma il titolo, la signora Chiara Marini madre, la quale in seguito divenne sposa dello stesso Ercole III, e morì in Trevigi dopo il 1800”.

## Ascendenza
|                             |   |                                    | Genitori                            |  |  | Nonni |  |  | Bisnonni       |  |  | Trisnonni          |  |
|                             |   |                                    |                                     |  |  |       |  |  | Rinaldo d'Este |  |  | Francesco I d'Este |  |
|                             |   |                                    |                                     |  |  |       |  |  | Rinaldo d'Este |  |  | Francesco I d'Este |  |
|                             |   | Lucrezia Barberini                 |                                     |  |  |       |  |  | Rinaldo d'Este |  |  |                    |  |
| Francesco III d'Este        |   |                                    |                                     |  |  |       |  |  | Rinaldo d'Este |  |  |                    |  |
|                             |   | Carlotta di Brunswick e Lüneburg   | Giovanni di Brunswick-Lüneburg      |  |  |       |  |  |                |  |  |                    |  |
|                             |   | Carlotta di Brunswick e Lüneburg   | Giovanni di Brunswick-Lüneburg      |  |  |       |  |  |                |  |  |                    |  |
|                             |   | Carlotta di Brunswick e Lüneburg   | Benedetta Enrichetta del Palatinato |  |  |       |  |  |                |  |  |                    |  |
| Ercole III d'Este           |   | Carlotta di Brunswick e Lüneburg   |                                     |  |  |       |  |  |                |  |  |                    |  |
|                             |   | Filippo II d'Orléans               | Filippo I d'Orléans                 |  |  |       |  |  |                |  |  |                    |  |
|                             |   | Filippo II d'Orléans               | Filippo I d'Orléans                 |  |  |       |  |  |                |  |  |                    |  |
|                             |   | Filippo II d'Orléans               | Elisabetta Carlotta di Baviera      |  |  |       |  |  |                |  |  |                    |  |
| Carlotta di Borbone-Orléans |   | Filippo II d'Orléans               |                                     |  |  |       |  |  |                |  |  |                    |  |
|                             |   | Francesca Maria di Borbone-Francia | Luigi XIV di Francia                |  |  |       |  |  |                |  |  |                    |  |
|                             |   | Francesca Maria di Borbone-Francia | Luigi XIV di Francia                |  |  |       |  |  |                |  |  |                    |  |
|                             |   | Francesca Maria di Borbone-Francia | Françoise-Athénaïs di Montespan     |  |  |       |  |  |                |  |  |                    |  |
| Maria Beatrice d'Este       |   | Francesca Maria di Borbone-Francia |                                     |  |  |       |  |  |                |  |  |                    |  |
|                             | … | …                                  |                                     |  |  |       |  |  |                |  |  |                    |  |
|                             | … | …                                  |                                     |  |  |       |  |  |                |  |  |                    |  |
|                             | … | …                                  |                                     |  |  |       |  |  |                |  |  |                    |  |
| …                           | … |                                    |                                     |  |  |       |  |  |                |  |  |                    |  |
|                             |   | …                                  | …                                   |  |  |       |  |  |                |  |  |                    |  |
|                             |   | …                                  | …                                   |  |  |       |  |  |                |  |  |                    |  |
|                             |   | …                                  | …                                   |  |  |       |  |  |                |  |  |                    |  |
| Chiara Marini               |   | …                                  |                                     |  |  |       |  |  |                |  |  |                    |  |
|                             |   | …                                  | …                                   |  |  |       |  |  |                |  |  |                    |  |
|                             |   | …                                  | …                                   |  |  |       |  |  |                |  |  |                    |  |
|                             |   | …                                  | …                                   |  |  |       |  |  |                |  |  |                    |  |
| …                           |   | …                                  |                                     |  |  |       |  |  |                |  |  |                    |  |
|                             |   | …                                  | …                                   |  |  |       |  |  |                |  |  |                    |  |
|                             |   | …                                  | …                                   |  |  |       |  |  |                |  |  |                    |  |
|                             |   | …                                  | …                                   |  |  |       |  |  |                |  |  |                    |  |
|                             |   | …                                  |                                     |  |  |       |  |  |                |  |  |                    |  |